# Municipio de Peach Bottom
El municipio de Peach Bottom (en inglés: Peach Bottom Township) es un municipio ubicado en el condado de York en el estado estadounidense de Pensilvania. En el año 2000 tenía una población de 4,412 habitantes y una densidad poblacional de 58 personas por km².

## Geografía
El municipio de Peach Bottom se encuentra ubicado en las coordenadas 39°44′00″N 76°17′59″O / 39.73333, -76.29972.

## Demografía
Según la Oficina del Censo en 2000 los ingresos medios por hogar en la localidad eran de $42,778 y los ingresos medios por familia eran $45,753. Los hombres tenían unos ingresos medios de $35,043 frente a los $24,468 para las mujeres. La renta per cápita para la localidad era de $17,005. Alrededor del 3,9% de la población estaban por debajo del umbral de pobreza.